# TVディナー

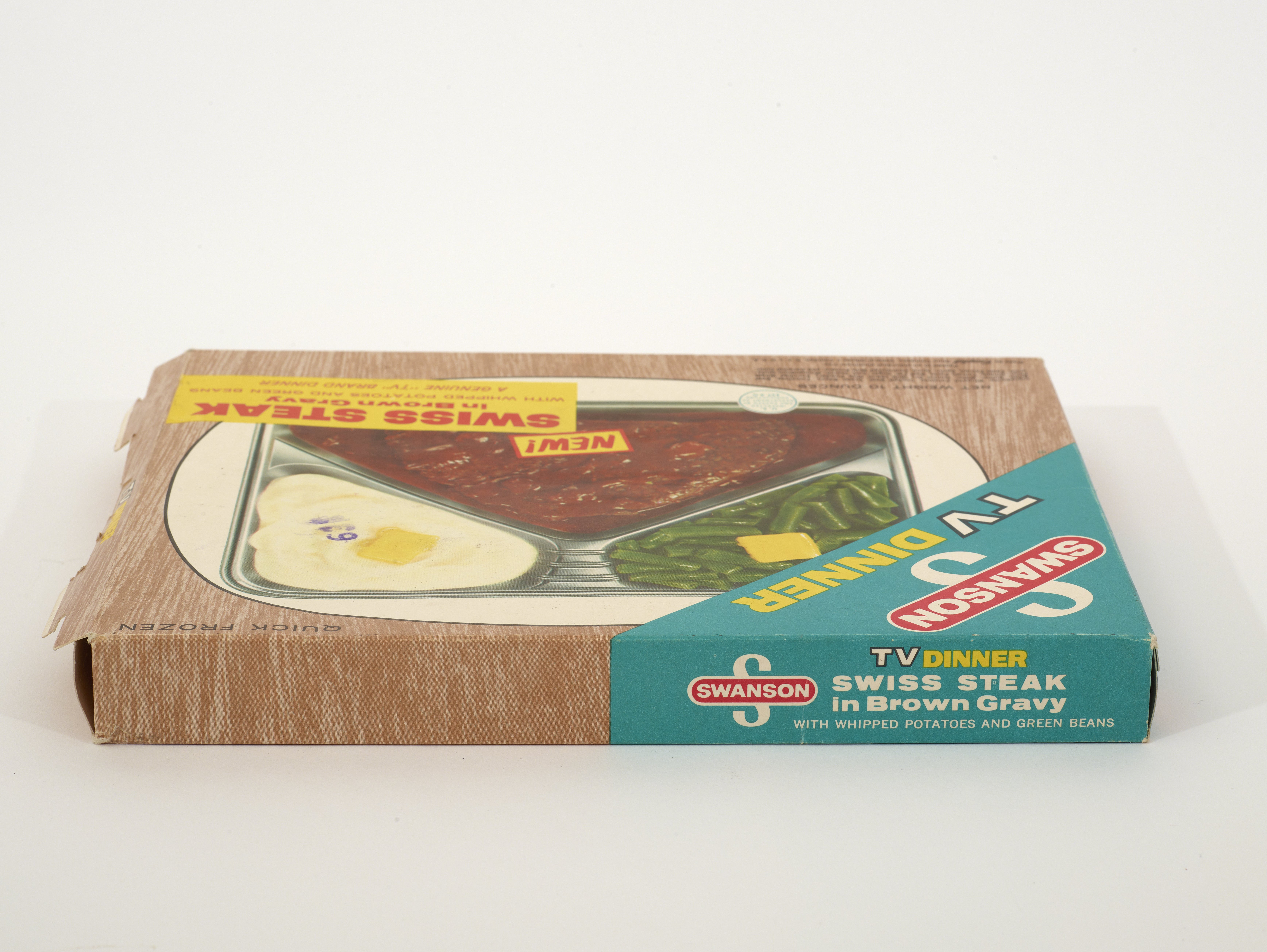
TVディナー。

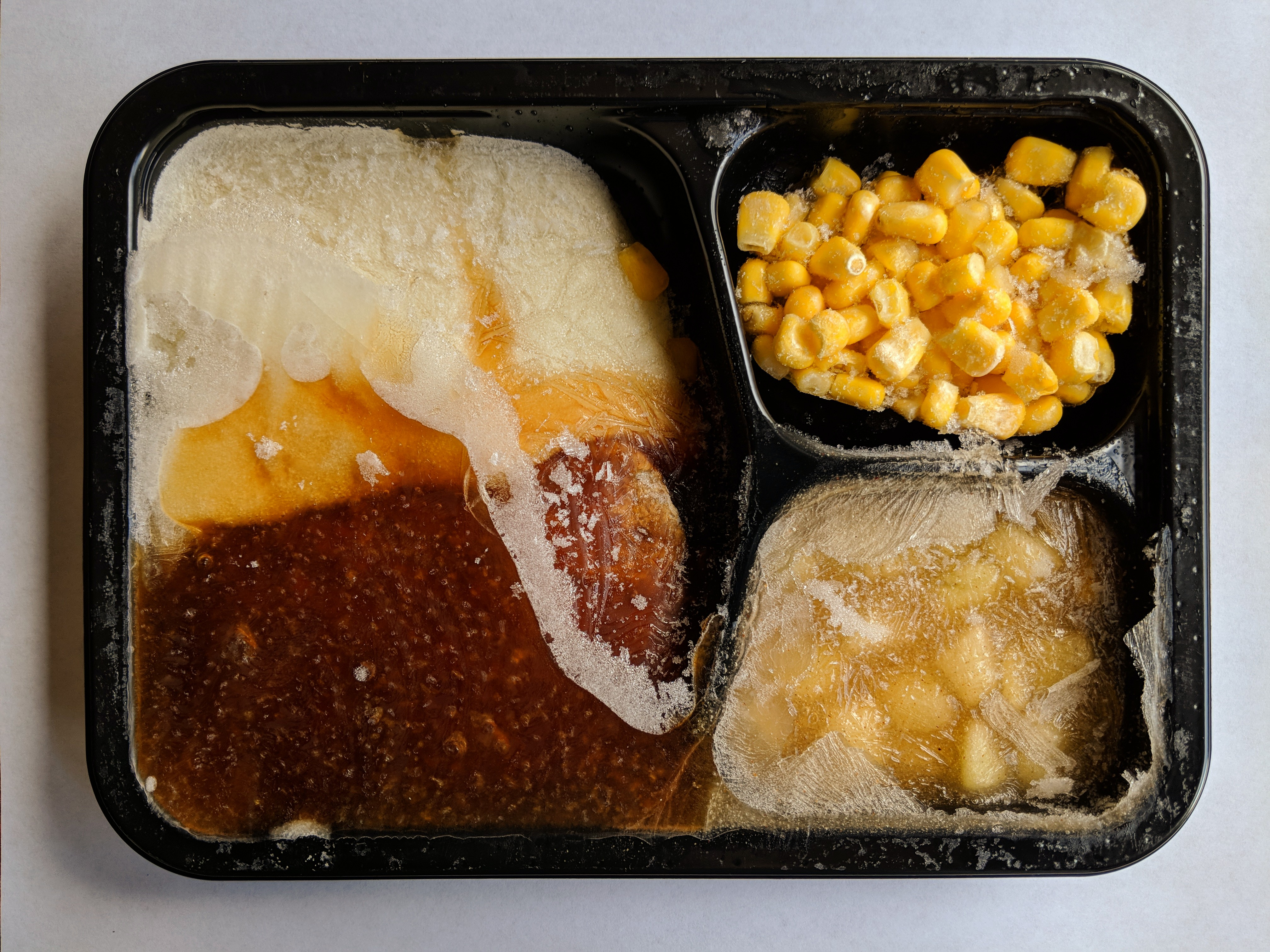
加熱前のTVディナー（2018年）。

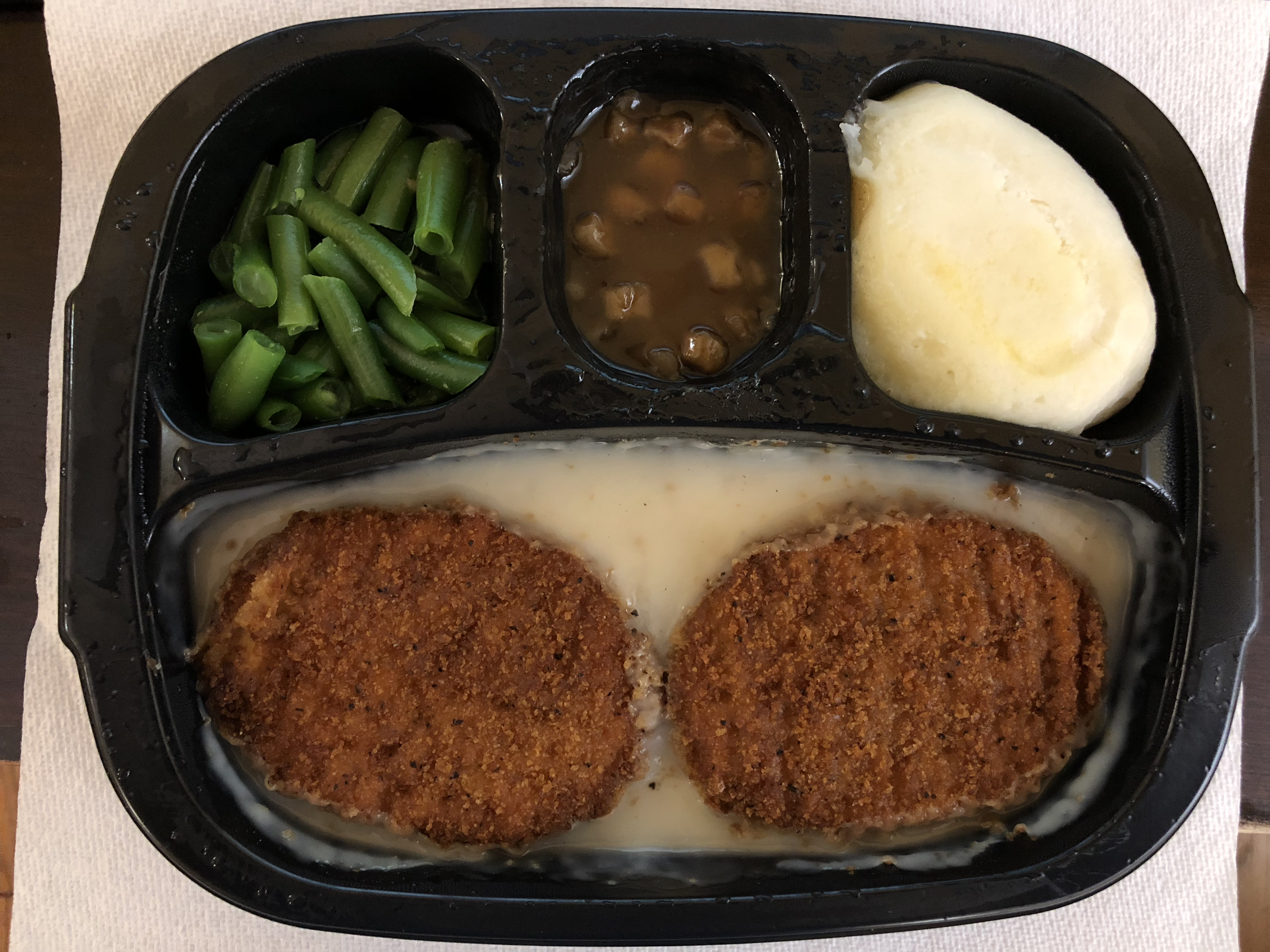
TVディナー

TVディナー (英: TV dinner) とは、そのまま食べられるようにパッケージされた冷凍食品で、複数の料理が組み合わされ、それだけで1回の食事になりえるもの。
日本では、同様の冷凍食品は「ワンプレート（ワンプレート冷凍食品）」、「一食完結型（一食完結型商品）」、「冷凍調理セット物」と呼ばれる。TVディナーとの直接のつながりは薄い（#日本における「ワンプレート」の普及で後述）。

## 仕様
通常は1人前だが、1つの料理を多人数で取り分けて食べる製品もある。調理にはほとんど手間がかからない。
アメリカのTVディナーでは通常肉料理がメインとされ、野菜やジャガイモ、デザートなども添えられる。メイン料理にはパスタや魚料理もある。ヨーロッパではインド料理や中華料理のTVディナーもある。
「TVディナー」という言葉は、1953年に C・A・スワンソン&サンズが開発したパッケージ食品のブランド名で初めて使われた（正確な名は TV Brand Frozen Dinner）。オリジナルのTVディナーはアルミトレイに載っており、オーブンで加熱する方式だった。現在では冷凍食品トレイのほとんどは電子レンジ対応の使い捨て素材で作られており、プラスチックが主流である。アメリカで「TVディナー」の名は、スーパーマーケットで販売される、自宅で加熱すればそのまま食べられるようにパッケージされた冷凍食品一般を指す用語となっている。

## 歴史
1食分の献立を集めた冷凍食品を発案した小さい企業は複数あるが（#発明）、最初に成功を収めたのはスワンソン社だった。スワンソンのブランドから発売された最初のTVディナーはアメリカ国内製で、感謝祭の食事としてターキー、コーンブレッドのドレッシング（詰め物）、えんどう豆とサツマイモのミックスベジタブルを合わせ、当時の機内食で使われていたものに近いトレイに載せてパッケージしたものだった。それぞれの料理は仕切りの中に入れられていた。トレイはとても使い勝手がよく、外袋を外せば丸ごと1食分の食事となり、ピューターにアルミ箔をかぶせたトレイはそのままオーブンに入れられるため別の皿を用意する必要はなく、トレイから直接食べることができた。加熱時間は218℃で25分間で、テレビの前に置く折り畳みテーブル（TVトレイ・テーブル）にぴったりのサイズだった。TVディナー第1号の価格は98セントであった。
「TVディナー」の名は発明者とされるゲリー・トーマスのアイディアだった。その当時テレビはステータスシンボルであり、メディアとして成長期にあった。トーマスは「TVディナー」という名は利便性を主眼に置いた商品を連想させると考え（まさに名前通りだった）、スワンソンの経営陣も同意した。
TVディナーは最初に発売されてから多くの変化を経てきた。メイン料理のバラエティは増え、1960年代にはすでに、中華料理（チャプスイなど）、メキシコ料理（チリコンカーンなど）、ユダヤ料理（ブリンツなど）、ハンガリー料理（グヤーシュなど）が登場していた。バンケットやモートンのような競合社はスワンソンより低価格のパッケージ済み冷凍食を売り始めた。ほかには以下のような変化もある。
- 1960年 – スワンソンはトレイの仕切りを4つに増やし、デザートを追加した（アップル・コブラーやブラウニーなどの焼き菓子）[16]。
- 1964年 – ナイトホークのブランドが誕生した。母体となったのはテキサス州オースティンで1939年から1994年まで営業していたナイトホーク・ステーキハウスというダイナーで、深夜族のために朝まで開店している店だった。冷凍食品のナイトホーク「TVディナー」は1964年に初めて発売された[17][18]。
- 1969年 – 最初の「TVブレックファスト」が世に出た[19]。パンケーキにソーセージを付けたものが人気だった。「グレート・スターツ・ブレックファスト」や、ブレックファスト・サンドイッチのシリーズ（卵とカナディアンベーコンなど）がそれに続いた。
- 1973年 – スワンソンが「ハングリーマン・ディナー」シリーズを始めた。通常版約300グラムが成人男性向けとしては不足だったため、メインを倍量にしたものである[20]。
- 1986年 – スミソニアン博物館に納められた[21]。

電子レンジ方式への移行前の1970年代前半、アメリカは最大の冷凍食品消費国で2位に倍の差をつけており、その中でも調理食品のTVディナーが主流だった。1975年に年間1人当たりの消費量は1.2キログラムであった。
現代の冷凍ディナーは電子レンジ対応の容器が主流で、「マイクロウェーブ・ミール（電子レンジ食品）」という名も生まれた。どのラインも昔より多様な食品を取り揃えるようになり、大半のスーパーマーケットに置かれている。冷凍庫で保存される。食べるときは、ビニールのカバーを剥がすか蒸気穴を開け、電子レンジで数分間加熱する。加熱のほかには事実上準備が要らないため手軽だが、商品によっては、温度が上がりすぎないように、あるいは均一に仕上がるように、加熱の途中でマッシュポテトをかき混ぜるなどの作業が必要なものもある。

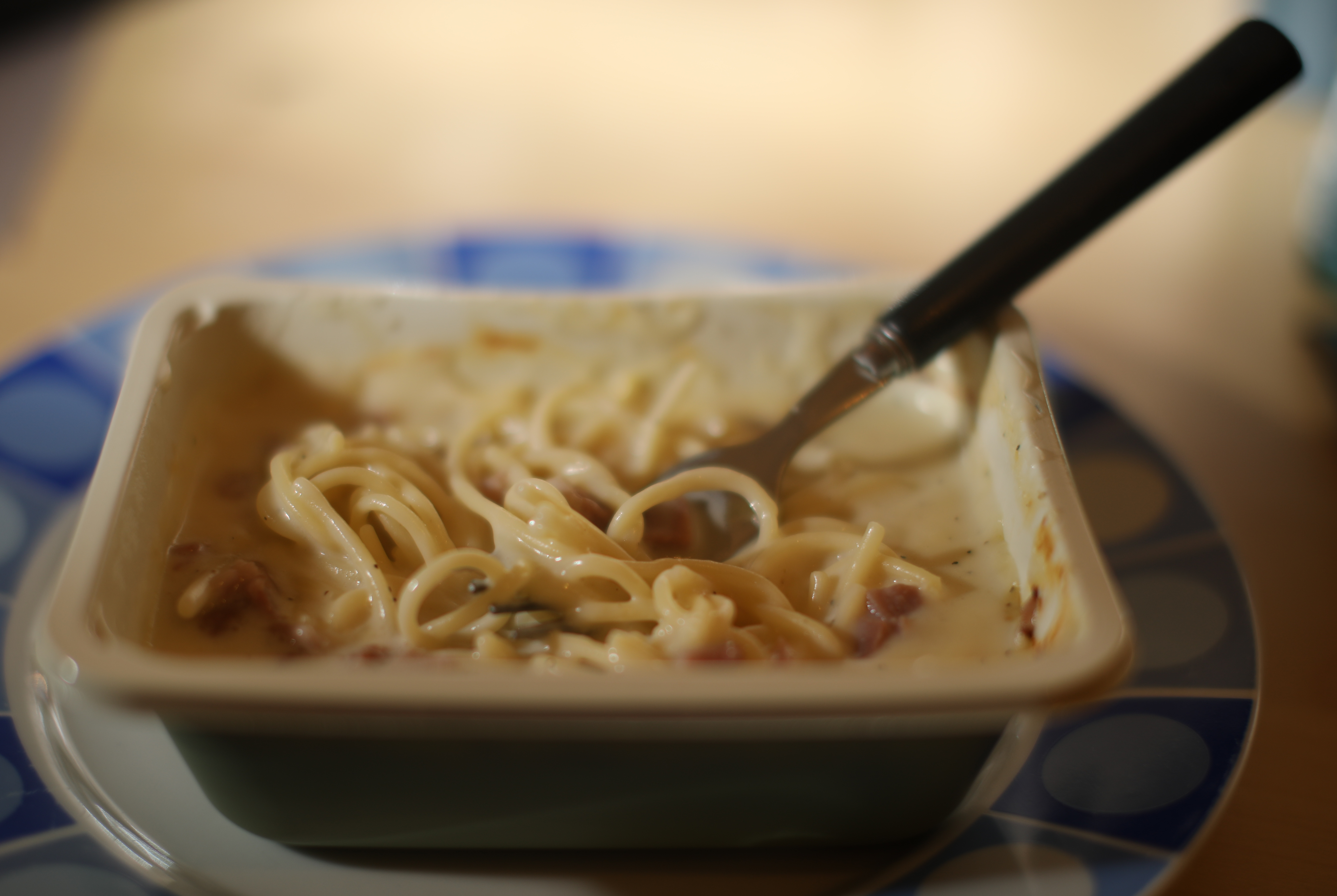
英国で販売されている調理済みのスパゲッティ・カルボナーラ。写真はレンジ加熱後。

英国で加工冷凍食が出回り始めたのは1970年代後半のことである。以降、冷凍庫と電子レンジの普及にともなって着実に人気を伸ばしていった。小家族化の人口トレンドもインスタント食品一般の売上に影響を与えた。2003年になると、英国は1日あたり500万ポンドの調理冷凍食品を消費しており、ヨーロッパ最大の消費者となっていた。
冷凍食品ではなく、冷蔵保存で加熱時間が短くて済む調理食品も人気があり、ほとんどのスーパーマーケットで販売されている。冷蔵の調理食品は購入後すぐに加熱して食べるよう意図されている。ほとんどの商品は家庭の冷凍庫で冷凍保存することもできるが、再加熱前にいったん解凍しなければならないものもある。
ベジタリアン料理やヴィーガン料理のためのTVディナーもある。

### 日本における「ワンプレート」の普及
日本でも1971年頃に「テレビディナー」の名で商品化されたことがあったが、定着しなかった。ただし、「1食分の冷凍食品をセットにした製品」そのものは、21世紀に入り日本でも普及している。日本の食生活に合わせ、ご飯を主食にした製品も増えている。
調査会社のインテージによると、2023年の市場規模は86億円で、2017年比で7.7倍に達した。『日本経済新聞』は、新型コロナウイルス禍で「利用が広がった」としている。インテージの市場アナリスト・木地利光は「バランスの良い食事が平均価格400円ほどで準備できるため、30代以下の比較的若い世代がよく買っている」と述べた。木地によると売れ筋は「品目数や野菜量の多さなど「健康に良い」と訴求する商品が多いという」。また、小売り販売だけで無く、宅配による冷凍弁当も普及している。
代表的なブランド
- ニップン・よくばりプレート[33]
- ニッスイ・まんぞくプレート[34]
- トップバリュ・がっつり飯シリーズ[35]

## 発明
TVディナーの発明者が誰かは議論の的にされてきた。1996年、スワンソンを退職した元重役のゲリー・トーマスは、初めて公にする話として、感謝祭の売り上げ不振で同社が冷凍ターキーの過剰在庫を抱えていたときにアイディアを得たと発言した。トーマスの証言に対して、『ロサンゼルス・タイムズ』やスワンソン家の親族、スワンソン社の元従業員らは異論を唱え、スワンソン兄弟が発明者だとしている。
この種の食品のアイディアはスワンソン独自のものではなかった。1930年代にすでに研究が始められており、1944年にはウィリアム・L・マクソンの冷凍ディナーが機内食として供されていた。1948年になると、すでに一般化していた凍らせただけの果物や野菜に加えて、メイン料理・ジャガイモ・野菜をセットにした「ディナープレート」なるものが登場した。1952年にはオーブン対応のアルミトレイに載った最初の冷凍ディナーが、「ワン・アイ・エスキモー」の商標でクエーカーステーツ・フーズ社から売り出された。数社がこれに続き、そのうちフリッジディナー社はビーフシチューにコーンとえんどう豆を付け合わせたり、仔牛のグヤーシュにえんどう豆とジャガイモ、あるいはチキン炒麺に春巻きと炒飯を添えた献立を取り揃えていた。ネブラスカ州オマハを拠点とするスワンソン社は、鳥肉の缶詰や冷凍鳥肉の大手生産者であった。同社が冷凍ディナーという新しい商品を普及させることに成功したのは、ブランド名がアメリカ中で知られていたことや、「オペレーション・スマッシュ」と称して全米にわたる大々的な販売キャンペーンを行ったこと、「TVディナー」という巧妙なネーミングによって大衆のテレビに対する熱狂をすくい上げたことがある。

## 製造

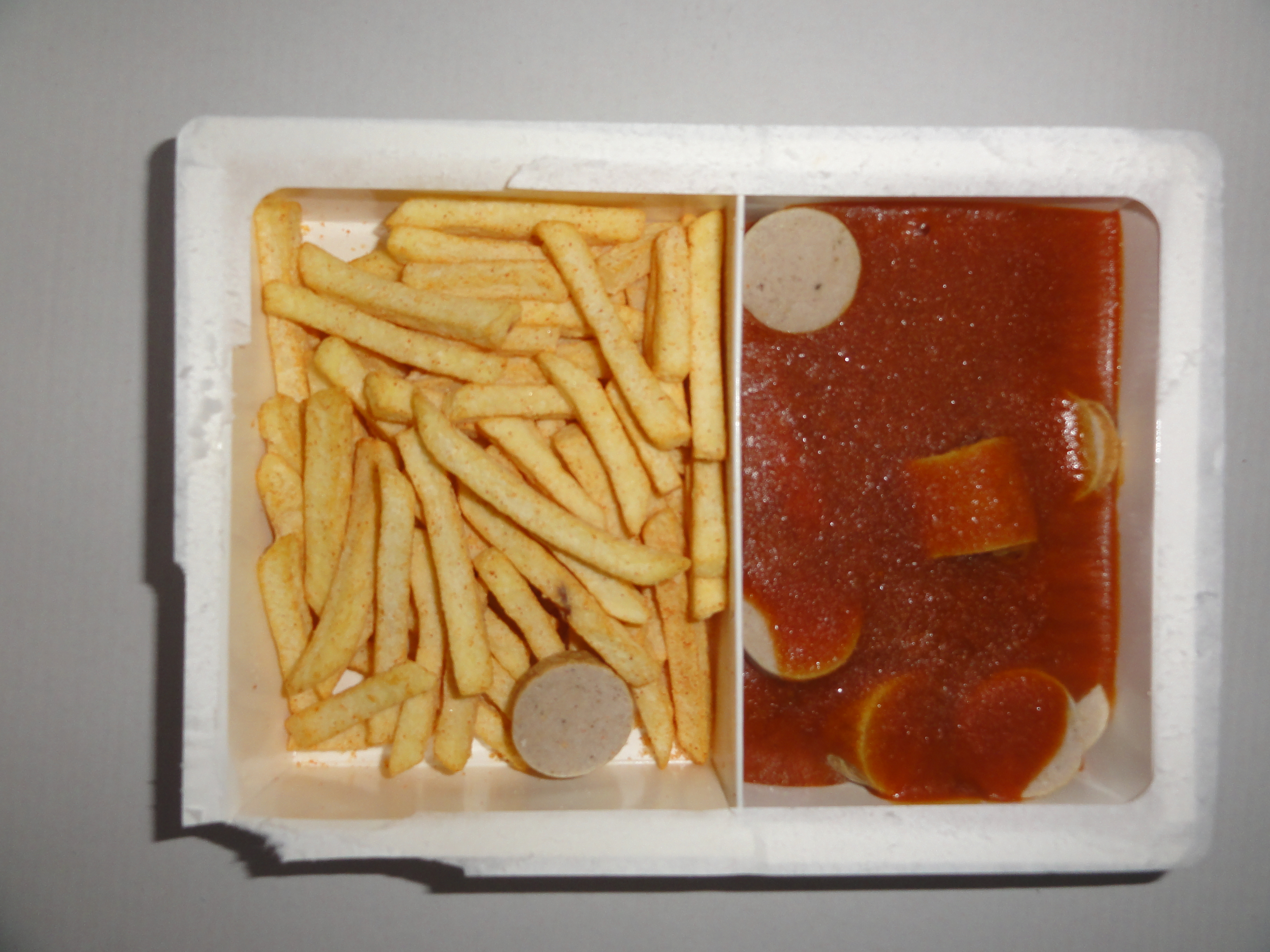
カリーヴルストとフライドポテトからなるTVディナー（解凍前）。

TVディナーの製造工程は高度に自動化されており、大きく3つのステップに分かれる。前処理、盛り付け、冷凍である。前処理の工程では、野菜や果物は多くの場合まずベルトコンベア上で洗浄され、容器に収められてから1～3分間蒸すか茹でられる。この処理はブランチングと呼ばれ、風味や色を劣化させる酵素を破壊する役割がある。肉類については、調理前に脂肪をトリミングしてから所定のサイズにカットする。魚類は通常内臓を除いて切り身にされ、鳥類は完全に洗浄を行ってから肉にする。それらの肉は味付けをしてからトレイに設置され、決まった時間だけオーブンで焼かれる。処理が終わればすべての食品は盛付ラインに送られる。トレイはいくつもの盛付機を回ってそれぞれの仕切りに食品を入れていく。どのトレイにも等しい量の食品が収められるように、盛付器は正確に調整されている。
冷凍の工程は液体窒素を使った極低温方式で行われる。コンベアベルト上の食品には液体窒素がスプレーされ、窒素の蒸発とともにかかった食品は凍結していく。出来立ての食品を急速冷凍するのは品質を自然のままに保つためである。極低温冷凍では食品全体に微小な氷の結晶が形成されるので、貯蔵法に問題がなければ理論上は半永久的に保存できる。極低温冷凍方式は急速冷凍が可能で、ほとんど脱水が起きず、冷却過程で酸素が排除されるので酸化による劣化が抑えられ、氷による食品の損傷も少ないため、広く使われている。極低温冷凍には運用コストが高いという面もあるため、TVディナーのような高付加価値製品で使われるのが一般的である。TVディナーは年間45億ドル規模の産業で、新技術の導入とともに成長を続けている。
次に、食品のトレイはアルミ箔か紙で覆われ、水分が蒸発して乾燥してしまわないように低真空で気密パックされる。その後、製品は冷凍保存施設に置かれ、冷凍トラックで輸送され、小売店の冷凍庫に保管される。TVディナーがここまでに述べたような手順で製造されていれば、つまり冷凍と包装が正しく行われれば、長期にわたってほぼ劣化せずに保存することが可能である。ただし、運送や保存の期間を通じて−18℃に保たれていることが条件である。

## 健康上の懸念
冷凍食品は凍結の過程で香味が落ちることが多く、それを補うため塩分と脂肪分が大量に添加されている。さらに、製品を長期にわたって安定に保つのは、一部の食品（多くはデザート）の製造に部分水素添加植物油が使われることを意味するのが普通である。部分水素添加油にはトランス脂肪酸が多く含まれ、循環系の健康に悪影響を及ぼすことがわかっている。TVディナーはほぼ例外なく通常の食品より顕著に栄養価が低く、長期保存後も消費できるようにジブチルヒドロキシトルエン（BHT）のような保存料が必要となる場合が多い。ただし、ブランドによって差はある。
近年、多くの独立系企業や小売店は、減塩・低脂肪・人工添加物無添加のTVディナーを作る動きを見せている。